# Мелкий фермер (фильм)
«Мелкий фермер» (фр. Petit Paysan) — французский драматический фильм 2017 года, полнометражный режиссерский дебют Юбера Шаруэля. Мировая премьера состоялась 20 мая 2017 года на 70-м Каннском международном кинофестивале, где фильм участвовал в программе секции Международная неделя критиков.

## В ролях
- Сванн Арло — Пьер Шаванж
- Сара Жиродо — Паскаль Шаванж
- Изабель Канделье — мадам Шаванж
- Були Ланнерс — Жами
- Валентин Леспинассе — Жан-Дени
- Клеман Брессон — Фабрис
- Жан Шаруэль — Раймон
- Жан-Поль Шаруэль — месье Шаванж

## Награды и номинации
Премия «Сезар»-2018
- Лучший фильм — продюсеры: Стефани Берман, Алексис Дульгерьян, режиссёр: Юбер Шаруэль (номинация)
- Лучшая режиссура — Юбер Шаруэль (номинация)
- Лучший оригинальный сценарий — Клод Ле Пап, Юбер Шаруэль (номинация)
- Лучший актёр — Сванн Арло (награда)
- Лучшая актриса второго плана — Сара Жиродо (награда)
- Лучший дебютный фильм — режиссёр: Юбер Шаруэль, продюсеры: Стефани Берман, Алексис Дульгерьян (награда)
- Лучшая музыка к фильму — Myd (наст. имя Кантен Лепутр) (номинация)
- Лучший монтаж — Жюли Лена, Лилиан Корбей, Грегуар Пойнтекай (номинация)

Премия «Люмьер»-2018
- Лучший актёр — Сванн Арло (номинация)
- Лучший дебютный фильм — Юбер Шаруэль (номинация)

Приз Луи Деллюка-2017
- Лучший дебютный фильм — Юбер Шаруэль (номинация)

Премия Европейской киноакадемии-2017
- Европейское открытие — Юбер Шаруэль (номинация)